# Edgar Schmitt
Edgar Schmitt (* 29. April 1963 in Rittersdorf) ist ein deutscher Fußballtrainer und ehemaliger Fußballspieler.

## Karriere

### Spieler
Nach Stationen beim FC Bitburg, dem FSV Salmrohr, dem 1. FC Saarbrücken und Eintracht Trier schaffte der Stürmer erst im Alter von 28 Jahren mit seinem Wechsel 1991 zu Eintracht Frankfurt den Sprung in den Profifußball. Zwei Jahre später schloss er sich dem Karlsruher SC an, wo er seine erfolgreichste Zeit verbrachte. Nach seinem Engagement beim KSC stand Schmitt noch zwei Jahre beim SC Fortuna Köln unter Vertrag.
Sowohl mit Eintracht Frankfurt als auch mit dem Karlsruher SC nahm Schmitt am UEFA-Pokal teil. Mit den Karlsruhern erreichte er dort in der Saison 1993/94 das Halbfinale. Ihm selbst gelangen dabei in insgesamt neun Spielen acht Tore, wodurch er gemeinsam mit Dennis Bergkamp Torschützenkönig des Pokals wurde.
Unvergessen wurde er dabei insbesondere durch das UEFA-Pokal-Spiel am 2. November 1993, als der KSC in der 2. Runde auf den FC Valencia – damals Tabellenführer der spanischen Primera División – traf. Das Hinspiel in Valencia hatten die Badener mit 1:3 verloren, und so schien vor dem Rückspiel ein Weiterkommen eher unwahrscheinlich. In einem sensationellen Spiel, das als Wunder vom Wildpark in die Geschichte einging, besiegte der KSC vor 25.000 Zuschauern im Wildparkstadion Valencia mit 7:0. Vier der sieben Tore erzielte Edgar Schmitt, was ihm den Spitznamen Euro-Eddy einbrachte. Erst eine Woche zuvor hatte Schmitt einen schweren Autounfall erlitten, bei dem sich sein Wagen viermal überschlagen hatte. Aufgrund dieses Unfalls nannte man Schmitt auch Edgar 'Looping' Schmitt.
1996 gewann er mit dem KSC den UI-Cup.

### Trainer
Im Jahr 2005 bestand Schmitt die Prüfung zum Fußballlehrer und erwarb damit die Berechtigung, Profimannschaften zu trainieren. Am 15. Januar 2007 wurde Schmitt Trainer des VfR Aalen in der damals drittklassigen Regionalliga Süd, der zu diesem Zeitpunkt auf dem zehnten Tabellenplatz überwinterte. Bei den Aalenern unterschrieb er einen Eineinhalbjahresvertrag. In der Rückrunde führte Schmitt die Mannschaft zwischenzeitlich bis auf den vierten Platz, am Saisonende belegte man den sechsten Platz. In der folgenden Saison befand sich der VfR unter Schmitt fast die gesamte Spielzeit auf den Aufstiegsrängen, erst in der Endphase wurde der schon sicher geglaubte Aufstieg in die zweite Liga noch verspielt. So belegte man am Saisonende den vierten Tabellenplatz, der den VfR für die neugegründete 3. Liga qualifizierte. Am 22. Mai 2008 wurde Schmitts Vertrag um zwei Jahre verlängert. In die neue Saison starteten die Aalenern mit einem Sieg, zwei Unentschieden und zuletzt einer Niederlage. Da die fünf Punkte aus den ersten vier Spielen nicht den Ansprüchen der Vereinsführung genügten, die den Aufstieg in die zweite Bundesliga anstrebte, wurde Schmitt gemeinsam mit seinem Co-Trainer Rainer Kraft am 27. August 2008 mit sofortiger Wirkung freigestellt und durch Jürgen Kohler ersetzt.
Daraufhin übernahm Edgar Schmitt am 21. September 2008 den Ligakonkurrenten Stuttgarter Kickers als Nachfolger des beurlaubten Stefan Minkwitz. Zu diesem Zeitpunkt lagen die Kickers mit nur einem Punkt aus sieben Spielen auf dem letzten Tabellenplatz. Nachdem der Verein nach dem 32. Spieltag mit 25 Punkten immer noch auf dem 20. Tabellenplatz lag und bis dahin auch nur zwei Mal den 19. Platz erreicht hatte, trat Schmitt selbst am 14. April 2009 von seinem Amt wieder zurück.
Am 31. März 2010 sicherte sich der Sechstligist KFC Uerdingen 05 die Dienste von Edgar Schmitt. Der KFC, der sich in der Winterpause (u. a. mit Aílton, Erhan Albayrak) enorm verstärkt hatte, strebte mit Schmitt den sofortigen Aufstieg in die NRW-Oberliga an. Dieser wurde jedoch verpasst. Am 16. Mai 2010 gab Schmitt bekannt, dass er aus privaten Gründen zum Saisonende beim KFC aufhören werde.
Im Januar 2011 kehrte Schmitt als Scout zum VfR Aalen zurück, nachdem der bisherige Chefscout Michael Schiele, den Schmitt bis zu seiner Entlassung 2008 noch als Spieler trainiert hatte, vom neuen Cheftrainer Ralph Hasenhüttl zum Co-Trainer ernannt worden war. Als Scout war er vor allem für das Beobachten anderer Mannschaften zuständig. Dieser Tätigkeit ging er rund neun Monate lang nach, ehe am 11. September 2011 der Verbandsligist TSV Essingen aus der rund sechs Kilometer von Aalen entfernten Gemeinde Essingen, zu diesem Zeitpunkt als Aufsteiger Tabellenletzter, die Verpflichtung Schmitts als neuen Trainer des Sechstligisten bekanntgab. Am 10. September 2012 trat Schmitt aus beruflichen Gründen von seinem Trainerposten beim TSV Essingen zurück.
Im Oktober 2019 kandidierte er erfolglos für das Amt des KSC-Vizepräsidenten.